# Патерсон, Каллум
Каллум Патерсон (англ. Callum Paterson; род. 13 октября 1994, Эдинбург) — шотландский футболист, защитник клуба «Шеффилд Уэнсдей».
Отец Каллума — шотландец, а мать родилась в Зимбабве. Бабушка из ЮАР. Патерсон родился в Лондоне, но когда ему было три года семья переехала в Шотландию. Его кузен — Майкл Тревис, также является профессиональным футболистом.

## Клубная карьера
Патерсон начал профессиональную карьеру в клубе «Харт оф Мидлотиан». 4 августа 2012 года в матче против «Сент-Джонстона» он дебютировал в шотландской Премьер-лиге. 22 сентября в поединке против «Данди Юнайтед» Каллум сделал «дубль», забив свои первые голы за «Хартс». В своём втором сезоне он забил 11 голов, но это не помогло его команде остаться в элите. Патерсон остался в клубе и помог ему через год вернуться обратно в элиту. В 2017 году он был признан лучшим молодым футболистом клуба.
Летом 2017 года контракт Патерсона истёк и он на правах свободного агента присоединился к валлийскому «Кардифф Сити». 21 октября в матче против «Мидлсбро» он дебютировал в Чемпионшипе. 21 ноября в поединке против «Барнсли» Каллум забил свой первый гол за «Кардифф Сити».

## Международная карьера
29 мая 2016 года в товарищеском матче против сборной Италии Патерсон дебютировал за сборной Шотландии.